# كريس سميث (لاعب كرة قاعدة)
كريس سميث (بالإنجليزية: Chris Smith) (و. 1981  م) هو لاعب كرة قاعدة، من الولايات المتحدة، ولد في مقاطعه سان بيرناردينو، كاليفورنيا، يلعب كمرسل الكرة ‏.

## روابط خارجية
- كريس سميث على موقع دوري كرة القاعدة الرئيسي (الإنجليزية)
- كريس سميث على موقعبيزبول رفرنس.كوم (الدوري الرئيسي) (الإنجليزية)
- كريس سميث على موقعبيزبول رفرنس.كوم (الدوري الثانوي) (الإنجليزية)
- كريس سميث على موقع إي إس بي إن.كوم (أم.أل.بي) (الإنجليزية)
- كريس سميث على موقع مشجعي الرسوم البيانية (الإنجليزية)